# Леонид Каневски
Леонид Семьонович Каневски (на руски: Леонид Семёнович Каневский) е съветски, израелски и руски актьор.

## Биография
Леонид Каневски е роден в Киев. На 17-годишна възраст отива в Москва и постъпна в Щукинското училище. От 1961 г. играе в Московския театър на Ленинския комсомол. Актьорът става известен с ролята на майор Александър Томин в телевизионния сериал „Следствие ведут знатоки“. През 1991 г. емигрира в Израел, където заедно с режисьора Евгени Аре създава Тел Авивския драматичен театър „Гешер“.
Каневски изиграва над 40 роли във филми и изпълнява много роли в театрални спектакли. Водещ на документален сериал „Следствие вели…“, излъчван по руската НТВ.
Каневски е женен, има дъщеря.

## Творчество

### Сценография
- „В номерах“ по Чехов

### Филмография
1. 1964 – Сорок минут до рассвета
2. 1966 – Город мастеров
3. 1968 – Весна на Одере
4. 1968 – Диамантената ръка
5. 1969 – Красная палатка
6. 1969 – Каждый вечер в одиннадцать
7. 1969 – Каратель
8. 1971 – Следствие ведут знатоки. Чёрный маклер – Томин
9. 1971 – Следствие ведут знатоки. Ваше подлинное имя – Томин
10. 1971 – Следствие ведут знатоки. С поличным – Томин
11. 1971 – Следствие ведут знатоки. Повинную голову – Томин
12. 1972 – Следствие ведут знатоки. Динозавр – Томин
13. 1972 – Следствие ведут знатоки. Шантаж – Томин
14. 1972 – Следствие ведут знатоки. Несчастный случай – Томин
15. 1973 – Следствие ведут знатоки. Побег – Томин
16. 1973 – Следствие ведут знатоки. Свидетель – Томин
17. 1973 – Земля, до востребования
18. 1974 – Нейлон 100%
19. 1974 – Приключения в городе, которого нет
20. 1974 – Свой парень
21. 1975 – Вкус халвы
22. 1975 – Ответная мера
23. 1975 – Потрясающий Берендеев
24. 1975 – Следствие ведут знатоки. Ответный удар – Томин
25. 1977 – Следствие ведут знатоки. Любой ценой – Томин
26. 1977 – Кольца Альманзора
27. 1978 – Следствие ведут знатоки. „Букет“ на приёме – Томин
28. 1978 – Следствие ведут знатоки. До третьего выстрела – Томин
29. 1978 – Д’Артаньян и три мушкетера – галантерейщик Бонасье
30. 1979 – Следствие ведут знатоки. Подпасок с огурцом – Томин
31. 1980 – Следствие ведут знатоки. Ушёл и не вернулся – Томин
32. 1981 – Следствие ведут знатоки. Из жизни фруктов – Томин
33. 1982 – Следствие ведут знатоки. Он где-то здесь – Томин
34. 1982 – Там, на неведомых дорожках – Десятник Миллионский
35. 1983 – Мэри Поппинс, до свидания! – Боб Гудетти
36. 1983 – Месье Ленуар, который… (телеспектакль) – Жозеф
37. 1984 – Пеппи Длинный чулок – Карл
38. 1985 – Следствие ведут знатоки. Полуденный вор – Томин
39. 1985 – Следствие ведут знатоки. Пожар – Томин
40. 1986 – Потерпевшие претензий не имеют
41. 1987 – Претендент
42. 1987 – Следствие ведут знатоки. Бумеранг – Томин
43. 1988 – Следствие ведут знатоки. Без ножа и кастета – Томин
44. 1989 – Следствие ведут знатоки. Мафия – Томин
45. 1990 – Смерть в кино
46. 2001 – Поздняя женитьба (Израиль)
47. 2002 – Третейский судья – Томин
48. 2003 – Следствие ведут знатоки. Пуд золота – Томин
49. 2005 – Бедные родственники